# Slane (Ort)
Slane (irisch Baile Shláine) ist eine Kleinstadt in der Republik Irland mit 1445 Einwohnern (Stand 2022); gegenüber der Volkszählung 1996 hat sich die Einwohnerzahl damit mehr als verdoppelt.

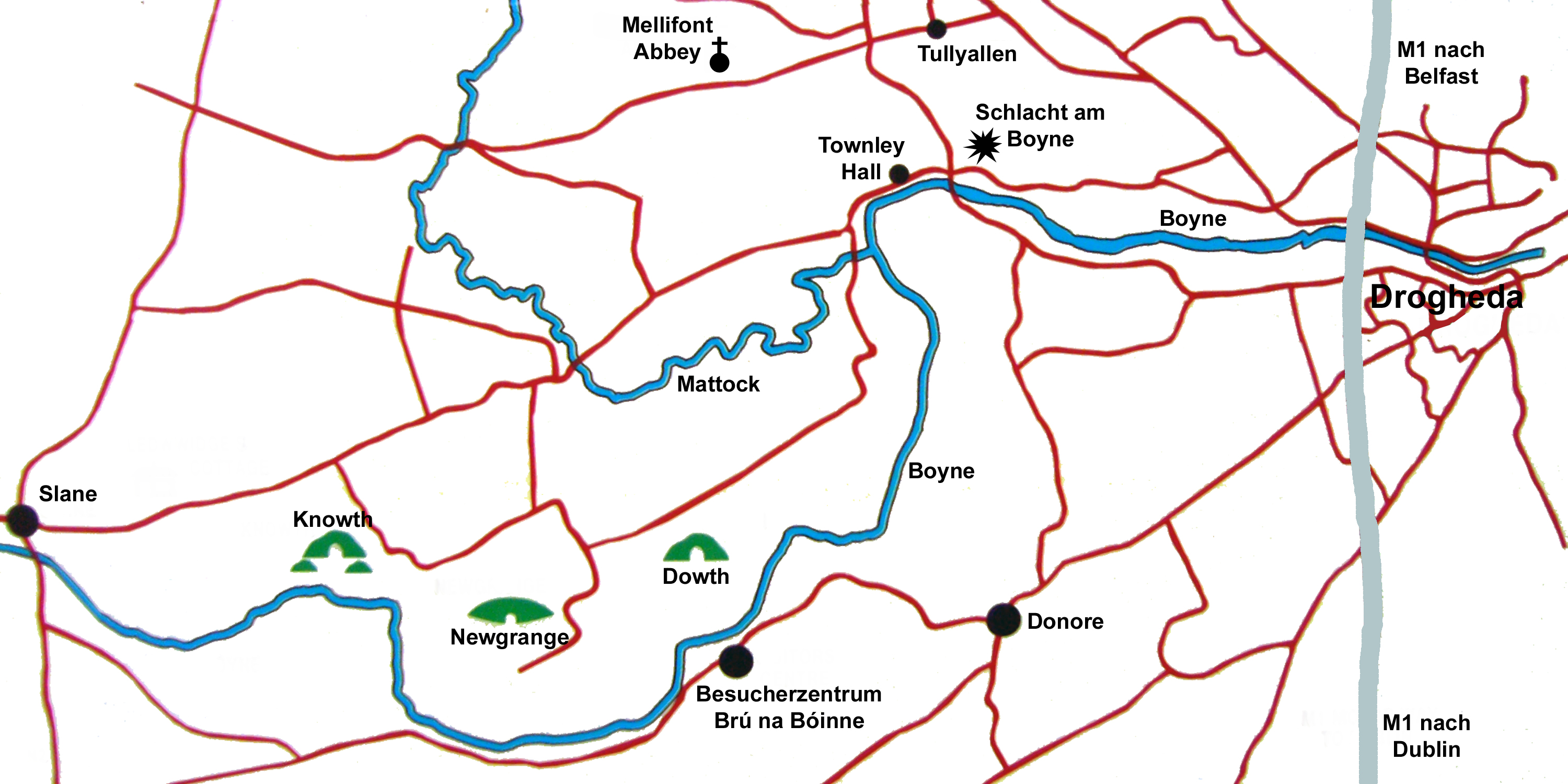
Slane, ganz im Westen des Brú-na-Bóinne-Gebietes

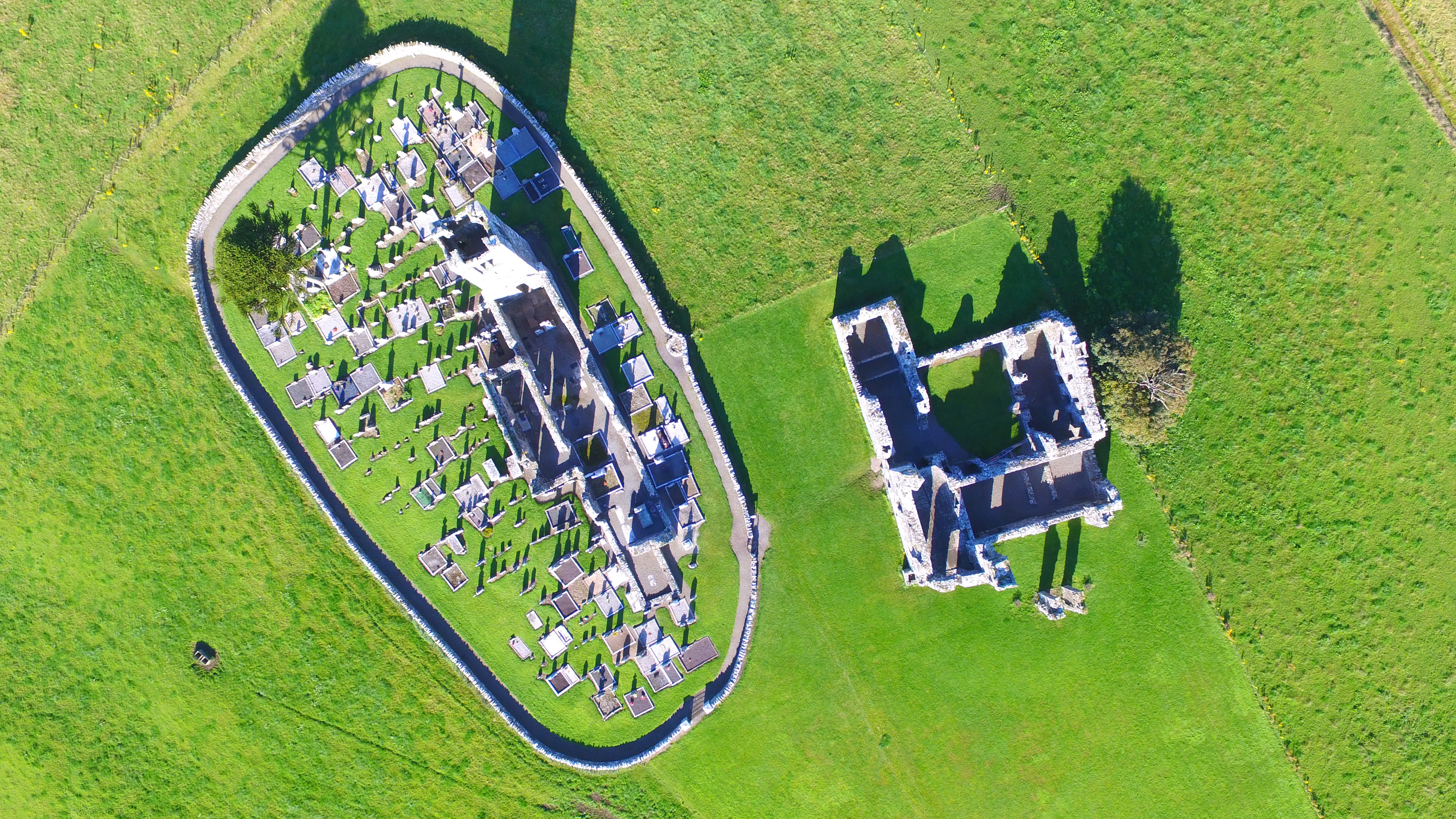
Hill of Slane

Die Ortschaft liegt im Nordosten der Grafschaft Meath am Ufer des Flusses Boyne, ungefähr auf halbem Wege zwischen 
den Städten Navan im Westen und Drogheda im Osten. In der näheren Umgebung des Ortes befinden sich die prähistorischen Kultstätten von Brú na Bóinne. Zu erreichen ist Slane über die N2 von Dublin und über die N51 von Navan aus.
Westlich des Ortes liegt Slane Castle, eine neogotische Burg aus dem Jahr 1785, die 1991 einem verheerenden Brand zum Opfer fiel und nach langjährigen Reparaturarbeiten erst 2001 wieder komplett restauriert wurde. Die Anlage von Slane Castle ist alljährlich Veranstaltungsort großer Pop- und Rockkonzerte, gestaltet von Musikgrößen wie Bob Dylan, Bruce Springsteen, The Rolling Stones, U2, den Red Hot Chili Peppers oder Santana. Durchschnittlich 80.000 Menschen besuchen die Konzerte jedes Jahr. 
Bekannt ist Slane Castle auch für seine Distille. Sie wird von Alexander Burton Conyngham, dem Sohn des Schlossherrn, betrieben. Der Slane Irish Whiskey ist für seine Vanillenote bekannt.
Den Mittelpunkt des Ortes bildet eine Kreuzung, an deren vier Ecken je ein gregorianisches Haus erbaut wurde. Alle vier Häuser sind genau auf die Kreuzung ausgerichtet. Nach einer örtlichen Legende sollen die Häuser angeblich vier verfeindeten Schwestern gehört haben, die einander nicht aus den Augen lassen wollten.
Von historischer Bedeutung ist der als Nationalmonument eingestufte Hill of Slane (Mullach Bhaile Shláine), der etwa einen Kilometer nördlich des Dorfes an der N2 liegt. Da der Hügel vom Hill of Tara aus gut zu sehen ist, wird vermutet, dass es zwischen den beiden Hügeln in vorchristlicher Zeit kultische Verbindungen gab. Möglicherweise veranlasste dies den Heiligen Patrick dazu, auf dem Hill of Slane das erste Osterfeuer zu entzünden. Er gründete auf dem Hügel auch eine Kirche, aus der später, nach seinem Tod, ein Kloster wurde. Slane verlor im 12. Jahrhundert seinen Status als Bischofssitz und das Kloster verfiel. An gleicher Stelle errichtete Sir Christopher Flemmyng im 15. Jahrhundert ein franziskanisches Kollegiatstift, dessen Überreste noch heute zu sehen sind. Wegen seiner Aussicht wird der Turm gern von Touristen aufgesucht.
Slane ist Geburtsort des Dichters Francis Ledwidge, der von 1887 bis 1917 lebte.